# Sotir Capo
Pour les articles homonymes, voir Capo.

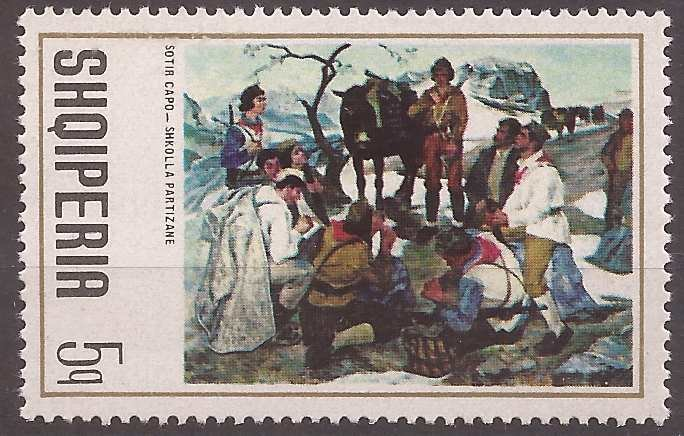

Sotir Capo, né le 10 juin 1934 à Berat (Albanie) et mort le 3 mars 2012 à Philadelphie (États-Unis), est un peintre albanais.